# Elaphoglossum acuminans
Elaphoglossum acuminans är en träjonväxtart som beskrevs av Carl Frederik Albert Christensen. Elaphoglossum acuminans ingår i släktet Elaphoglossum och familjen Dryopteridaceae. Inga underarter finns listade.